# St. Johannes Baptista (Steinbach am Wald)

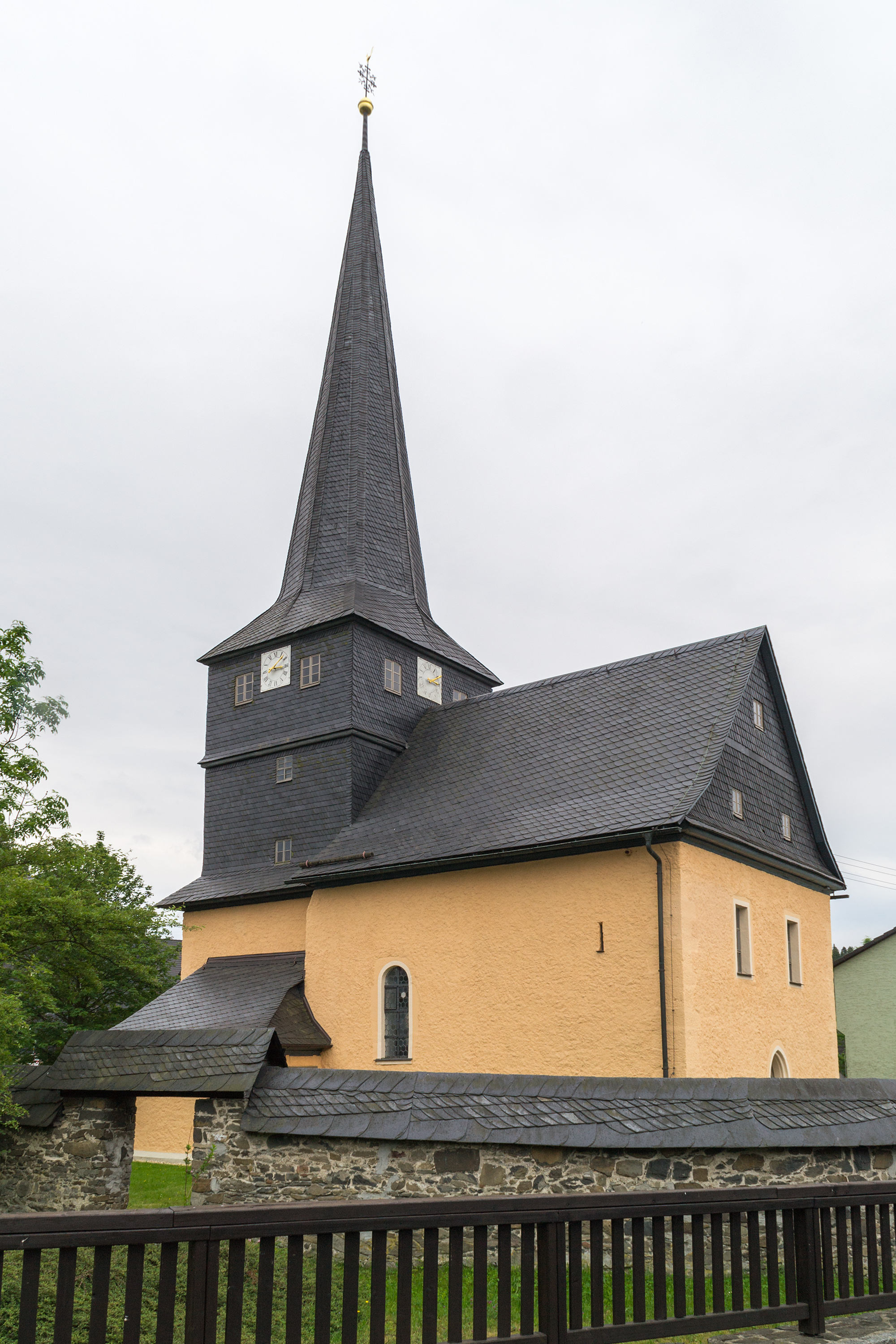
Filialkirche St. Johannes Baptista in Steinbach am Wald

Die katholische Filialkirche St. Johannes Baptista steht in Steinbach am Wald, einer Gemeinde im oberfränkischen Landkreis Kronach. Der Kern der ehemaligen Wehrkirche stammt aus dem 15. Jahrhundert. Die Kirche gehört zur Pfarrei St. Heinrich in Steinbach am Wald des Seelsorgebereiches Frankenwald im Dekanat Kronach des Erzbistums Bamberg.

## Baugeschichte
Vermutlich ist die Wehrkirche aus einer Turmhügelanlage aus dem 13. Jahrhundert entstanden. Der Kern von Chor und Langhaus stammt nach einer Bezeichnung an einer Konsole des Chorgewölbes aus dem Jahr 1500. Auf diese Bauzeit deutet auch das Wappen von Hieronymus von Reitzenstein, Weihbischof in Bamberg bis 1503, auf den Reliquien, die bei Umbauarbeiten Anfang des 18. Jahrhunderts gefunden und in die Seitenaltäre eingemauert wurden. Die Jahreszahl 1545 am Chorbogen bezieht sich wohl auf die Erneuerung dieses Bauteils. Die erste urkundliche Erwähnung war 1520. Die große Glocke wurde 1538 gegossen.
Um 1600 folgten als Baumaßnahmen das Fenster in der Chorstirnwand und das Holzgewölbe im Chor. Im 17. Jahrhundert wurde der Kirchturm aufgestockt und es entstanden die untere Empore sowie die angebaute Sakristei. Bei Umbaumaßnahmen 1699/1701 wurde unter anderem die obere Empore errichtet und das Langhaus im Norden mit einer Schießscharte versehen. Die Kirche erhielt damals ihre jetzige Größe. Im Jahr 1746 wurde ein neuer Hochaltar aufgestellt und 1799 ließ die Gemeinde im Rahmen einer Instandsetzung den Chorbogen erweitern und die beiden Fenster in die Westfassade brechen. Im Jahr 1898 wurde die heutige Orgel aufgestellt. Größere Restaurierungen erfolgten 1900, 1950 und 2007/2008.
Steinbach gehörte von 1478 bis 1968 zur Pfarrei Windheim. Zum 1. Januar 1969 wurde die Gemeinde zur selbständigen Pfarrei erhoben.

## Baubeschreibung
Die von einer hohen Mauer aus Bruchsteinen mit verschiefertem Satteldach und einem Wassergraben umgebene Wehrkirche steht im südlichen Teil des Ortes, der sich entlang des Steinbaches in nordsüdlicher Richtung erstreckt.
Die Chorturmkirche hat eine verputzte Fassade mit Rahmungen aus Sandstein. Der Chor, das Sockelgeschoss des Kirchturms, besteht aus zwei Jochen und wird von einem hölzernen Kreuzrippengewölbe überspannt. Zwei spitzbogige Fenster, eins in der Südwand und eins mit zweibahnigem, nachgotischem Maßwerk in der Ostwand, belichten den Chorraum.
Ein runder Chorbogen bildet den Übergang zum zweiachsigen Langhaus, das von einer hölzernen Flachdecke überspannt wird. Zweigeschossige Holzemporen an der Nord- und Südseite und eine eingeschossige mit der Orgel an der Westseite prägen den Innenraum, der beidseitig von je einem rundbogigen Fenster und zwei rechteckigen Fenstern in der oberen Westseite belichtet wird. Die Südseite und die Westseite besitzen jeweils ein spitzbogiges Eingangsportal. In der Langhausnordwand befindet sich oben eine Schießscharte. Den Abschluss bildet ein verschiefertes Satteldach. Verschiefert ist auch das Giebelfeld der Westseite.
Der Kirchturm an der Ostseite über dem massiven Sockelgeschoss hat einen zweigeschossigen Turmaufbau aus verschiefertem Balkenwerk. Kleine Fenster und eine Geschossteilung durch einen Wulst gliedern die Obergeschosse. Ein achteckiger, hoher Spitzhelm mit Knauf und Kreuz bekrönt den Turm. Der Sakristeianbau befindet sich im nördlichen Chorwinkel.

## Ausstattung
Der Hochaltar besteht aus einer schlichten, geschwungenen Verkleidung. Der Aufbau entstand um 1740. Die von gestaffelten Freisäulenpaaren flankierte Mittelnische enthält eine Holzfigur des heiligen Johannes des Täufers. Seitlich stehen weiß und golden gefasste Holzfiguren der Heiligen Otto, Lucia, Apollonia und Katharina. Der Altarauszug, der 1746 von Bamberg nach Steinbach überführt wurde, ist ein Medaillon mit durchbrochener Akanthusschnitzerei und der Johannesschüssel.
Die beiden Seitenaltäre bestehen aus schlichten Verkleidungen und Altaren mit marmorierten Holzaufbauten, die 1778 entstanden sind. In von Säulen flankierten Nischen stehen 1799/1800 geschnitzte und silbern und golden gefasste Holzfiguren der Immaculata links und des heiligen Wendelin rechts.
Die Kanzel besteht aus einem marmorierten Holzaufbau aus der Zeit 1770/1780. Der runde Korb ist mit Pilastern und Voluten gestaltet und hat an der Stirnseite das Jesusmonogramm sowie das Heiligste Herz Jesu in der Glorie.